# Alexander Siddig
Alexander Siddig, parfois également crédité Siddig El Fadil, est un acteur britanno-soudanais, né le 21 novembre 1965 à Omdourman (Soudan). Il est mieux connu pour son rôle du docteur Julian Bashir dans la série télévisée Star Trek : Deep Space Nine. Puis on le retrouve dans la populaire série 24 heures chrono, durant la saison 6 alors qu'il interprète le personnage de Hamri Al-Assad. Finalement il joue Ra's al Ghul dans la série Gotham en 2017. 

## Biographie
Siddig El Tahir El Fadil El Siddig Abderrahman Mohammed Ahmed Abdel Karim El Mahdi (en arabe : صدّيق الطاهر الفاضل الصدّيق عبدالرحمن محمد أحمد عبدالكريم المهدي est né à Omdourman d'un père soudanais Tahir El Mahdi et d'une mère anglaise Gloria (née Taylor; décédée en 2001), sœur aînée de l'acteur Malcolm McDowell. Il est le neveu de Sadeq al-Mahdi, Premier ministre du Soudan à deux reprises (1966-1967 et 1983-1986).
Il a été marié avec Nana Visitor entre juin 1997 et avril 2001.

## Filmographie

### Cinéma
- 1987 : Sammy et Rosie s'envoient en l'air (Sammy and Rosie Get Laid) de Stephen Frears : un fêtard
- 2000 : Vertical Limit  de Martin Campbell : Kareem Nazir
- 2002 : Le Règne du feu (Reign of Fire) de Rob S. Bowman : Ajay
- 2005 : Kingdom of Heaven de Ridley Scott : Imad al-Din al-Isfahani
- 2005 : Syriana de Stephen Gaghan: le prince Nasir Al-Subaai
- 2006 : La Nativité (The Nativity Story) de Catherine Hardwicke : l'ange Gabriel
- 2007 : La Dernière Légion (The Last Legion) de Doug Lefler : Theodorus Andronikos
- 2007 : Un Homme perdu de Danielle Arbid : Fouad Saleh
- 2008 : Doomsday de Neil Marshall : le Premier ministre John Hatcher
- 2009 : Espion(s) de Nicolas Saada : Malik, le syrien
- 2009 : Coup de foudre au Caire (Cairo Time) de Ruba Nadda : Tareq Khalifa
- 2010 : Le Choc des Titans (Clash of the Titans) de Louis Leterrier : Hermès
- 2010 : Miral de Julian Schnabel : Jamal
- 2010 : 4.3.2.1 de Noel Clarke et Mark Davis : Robert
- 2012 : Inescapable de Ruba Nadda : Adib Abdel-Karim
- 2013 : Le Cinquième Pouvoir (Fifth Estate) de Bill Condon : le docteur Tarek Haliseh
- 2013 : May in the Summer de Cherien Dabis : Ziad
- 2017 : Submergence de Wim Wenders : le docteur Shadid
- 2019 : Manhattan Lockdown (21 Bridges) de Brian Kirk : Adi
- 2020 : Skylines de Liam O'Donnell : le général Radford

### Télévision

#### Séries télévisées
- 1992 : The Big Battalions d'Andrew Grieve : Yousef
- 1993 : Star Trek : La Nouvelle Génération (Star Trek : The Next Generation) : le docteur Julian Bashir (saison 6, épisodes 16 et 17, Droit ancestral)
- 1993-1999 : Star Trek : Deep Space Nine de Rick Berman et Michael Piller : le docteur Julian Bashir (7 saisons)
- 2003 : MI-5 (Spooks) de David Wolstencroft : Muhammed Ibhn Khaldun (saison 2, épisode 2 Sans états d'âme)
- 2005 : Hercule Poirot (Agatha Christie's Poirot) de Clive Exton : Monsieur Shaitana (saison 10, épisode Cartes sur table)
- 2007 : 24 heures chrono (24) de Joel Surnow et Robert Cochran, saison 6 : Hamri Al-Assad (7 épisodes)
- 2008 : Merlin de Julian Jones : Kanan (saison 1, épisode 10 La Vérité)
- 2009 : Meurtres en sommeil (Waking the Dead) de Barbara Machin : le docteur Mohammed Doshan (saison 8, épisodes 7 et 8 Fin de partie)
- 2010 : Strike Back de Chris Ryan : Zahir Sharq (saison 1, épisodes 5 et 6)
- 2011 : Nick Cutter et les Portes du temps (Primeval) de Tim Haines et Adrian Hodges : Philip Burton (saisons 4 et 5)
- 2012 : True Love de Dominic Savage : Ismail
- 2013 : Da Vinci's Demons de David S. Goyer : Aslan Al-Rahim, le Turc (13 épisodes)
- 2013 : Atlantis de Johnny Capps, Julian Murphy et Howard Overman : Minos (saison 1)
- 2015 : Toutânkhamon : Le Pharaon maudit (Tut) de Peter Paige : le grand prêtre d'Amon
- 2015 : Game of Thrones de David Benioff et D. B. Weiss, : Doran Martell (saison 5 et saison 6)
- 2016 : Peaky Blinders de Steven Knight : Ruben Oliver (saison 3)
- 2017 : Les Kennedy, un royaume perdu (The Kennedy, after Camelot) de Michael Prupas : Aristote Onassis
- 2017 : Gotham de Bruno Heller : Ra's al Ghul (saisons 3 et 4)
- 2019 : The Spy de Gideon Raff : Ahmed Suidani : Issouf Al Moctar (saison 2)

- 2022 : Shantaram de Eric Warren Singer et Steve Lightfoot : Khader Khan
- 2023 : Fallen : Dr. Howson

#### Séries télévisées d'animation
- 2021 : Star Wars: The Bad Batch : sénateur Avi Singh (1re voix, saison 1)

#### Téléfilms
- 1990 : A Dangerous Man: Lawrence After Arabia de Christopher Menaul : Fayçal Ier
- 2004 : La Cellule de Hambourg (The Hamburg Cell) d'Antonia Bird : Khalid Sheikh Mohammed
- 2006 : Hannibal - Le pire cauchemar de Rome (Hannibal) d'Edward Bazalgette : Hannibal

#### Documentaires
- 2013 : Wild Arabia (Documentaire) de Brian Leith : le narrateur